# Joel McNeely
Joel McNeely (Madison, Wisconsin, 1959) es un compositor y director de orquesta estadounidense, ganador del premio Emmy, a quien se debe la música de más de un centenar de películas de cine y televisión. 

## Estudios
McNeely nació en una familia de destacada tradición musical en Madison, Wisconsin. Con sólo 14 años comenzó a estudiar en la Interlochen Arts Academy de Míchigan (de la que hoy es miembro del consejo de administración) y tras graduarse estudió en la Universidad de Miami. Allí se especializó en composición de jazz e interpretación. Más tarde obtendría un Máster en Composición en la Eastman School of Music.

## Cine y televisión
A lo largo de su VIDA ha sabido alternar su labor como compositor, con títulos como, Los Vengadores, Regreso al país de Nunca Jamás, Sé quién me mató o Velocidad Terminal, con su faceta de director de orquesta, especialmente de repertorios de música de cine. En este aspecto, ha sido importante su contribución a la historia del cine con la reedición de bandas sonoras tales como Fuego en el Cuerpo, Memorias de África, Tiburón o Vértigo, entre otras) para el sello Varèse Sarabande.
Importantes directores y productores de cine (James Cameron, George Lucas,…) han trabajado con McNeely. Son de reseñar títulos como Campanilla, La película de Héffalump, Holes, Regreso al país de Nunca Jamás, Lilo y Stitch 2, Mulan 2, Sé quien me mató, Ghosts of the Abyss, Air Force One, Los Vengadores, Uptown girls, Velocidad Terminal, Virus y Wild America.
Entre sus encargos para televisión cabría reseñar Buffalo Soldiers, Dark Angel, la miniserie Sally Hemmings: La Historia de un escándalo y Las aventuras del joven Indiana Jones.

## Orquesta
En su faceta como director de orquesta destaca su labor al frente de la Orquesta Sinfónica de Chicago con música de Bernard Herrmann para películas del director inglés Alfred Hitchcock, en el Orchestra Hall. También ha dirigido, entre otras, a la BBC Concert Orchestra en el London Barbican Hall y a la Orquesta Nacional de Lyon en Francia. McNeely ha trabajado asimismo con la Royal Scottish National Orchestra. Ha sido también la batuta de la Los Angeles Chamber Orchestra. Igualmente es de subrayar su quehacer con la Munich Philharmonic, la Orquesta Sinfónica de Londres, la Western Australian Symphony Orchestra, la Seattle Symphony y la London Philharmonic.

## Premios
Joel McNeely ha recibido un premio Emmy en virtud de su trabajo para Las aventuras del joven Indiana Jones. A su lista de premios habría que sumar el de la revista Gramophone en reconocimiento de su grabación de la banda sonora de Vértigo y otro de la Asociación americana de Compositores (ASCAP) por su partitura para la película Air Force One. Además, ha sido distinguido por la Frost School of Music de la Universidad de Miami y ha recogido el premio Path of Inspiration de la escuela Interlochen Center for the Arts. Con todo,  también ha recibido dos nominaciones, una a los premios Grammy como álbum clásico por The Day the Earth Stood Still y otra a los premios Annie por su música en la película animada Regreso al país de Nunca Jamás.